# Christophe Lattaignant
Christophe Lattaignant est un rameur français né le 18 septembre 1971 à Boulogne-sur-Mer.

## Biographie
En équipe de France junior, il glane 4 médailles de bronze aux Championnats du monde. Entre 1990 et 2004, en équipe A, il remporte trois titres mondiaux  et une médaille d'argent.

## Palmarès

### Jeux olympiques
- 2004 à Athènes,  Grèce
  - huit barré

### Championnats du monde
- 1995 à Tampere,  Finlande
  -  Médaille d'argent en deux de pointe
- 1997 à Aiguebelette-le-Lac,  France
  -  Médaille d'or en quatre de pointe
- 2001 à Lucerne,  Suisse
  -  Médaille d'or en quatre de pointe
  -  Médaille d'or en huit de pointe